# Prophecy
Prophecy är det fjärdje albumet av metalbandet Soulfly som släpptes i mars 2004. Detta är första albumet förutom Max själv med bandmedlemmarna Marc Rizzo och Bobby Burns och andra albumet med trummisen Joe Nunez.

## Låtlista
1. "Prophecy" – 3:36
2. "Living Sacrifice" – 5:04
3. "Execution Style" – 2:19
4. "Defeat U" – 2:10
5. "Mars" – 5:26
6. "I Believe" – 5:53
7. "Moses" – 7:39
8. "Born Again Anarchist" – 3:43
9. "Porrada" – 4:08
10. "In the Meantime" (Helmet cover) – 4:45
11. "Soulfly IV" – 6:05
12. "Wings" – 6:05

### Bonusspår på digipak
Liveinspelning från Hultsfredsfestivalen 2001
1. "Back to the Primitive" (live) - 4:09
2. "No Hope = No Fear" (live) - 4:22
3. "Spit" (live) (Sepultura cover) - 2:31
4. "Jumpdafuckup/Bring It" (live) - 4:26
5. "The Song Remains Insane" (live) - 2:19
6. "Roots Bloody Roots" (Sepultura cover) (live) - 3:57

### iTunes Bonusspår
1. "March On River Dina" - 3:21
2. "Prophecy" (demo) - 2:30
3. "Prophecy" (Live in Poland) - 3:27
4. "Seek 'N' Strike" (Live in Poland) - 4:14

## Medverkande
- Max Cavalera - sång, gitarr
- Marc Rizzo - gitarr
- Bobby Burns - bas
- Joe Nunez - trummor

### Gäst medverkande
- David Ellefson - bas på "Prophecy", "Defeat U", "Mars", "I Believe" och "In the Meantime"
- Danny Marianino - gästsång på "Defeat U"
- Eyesburn - gästmusiker på "Moses"
- Asha Rabouin - sång på "Wings"